# كليم الله (رسوم متحركة)
كليم الله هو مسلسل رسوم متحركة مصري عرض في رمضان 1434هـ/ 2013م.

## القصة
يروي المسلسل قصة النبي موسى في سلسلة مشوقة تصوّر الحياة قبل ميلاده منذ زمن بني إسرائيل وحتى وصولهم إلى أرض مصر. يعرض المسلسل العديد من الأحداث المثيرة والمعجزات، أهمها معجزة كلام الله مع موسى وغيرها من المعجزات كهزيمة السحرة و «عصا موسى»، وقصة الملك قارون، بالإضافة إلى العديد من المعجزات الإلهية.

## طاقم العمل
- جلال الشرقاوي: (الراوي)
- حنان ترك: (آسيا بنت مزاحم زوجة فرعون)
- أشرف عبد الغفور: (والد فرعون)
- أحمد ماهر: (كبير الكهنة)
- سميرة عبد العزيز: (والدة فرعون)
- رشوان توفيق
- مديحة حمدي
- وجدي العربي
- عايدة فهمي
- فاروق نجيب
- سامح الصريطي
- محي الدين عبد المحسن: (قائد الشرطة)